# 村田奈穂
村田 奈穂（むらた なほ、1991年11月11日 - ）は、熊本県出身の女子競輪選手。日本競輪選手会熊本支部所属、ホームバンクは熊本競輪場。日本競輪学校（当時。以下、競輪学校）第116期生。師匠は境博文（53期）。

## 経歴
社会人になってからロードバイクに乗り始めた。その後、ガールズケイリンを知り競輪選手を目指すことになったという。
2018年1月12日、競輪学校第116回技能試験に合格。在校競走成績は11位（5勝）。
2019年7月5日、いわき平競輪場でデビューし2着。初勝利は同年7月24日の小倉競輪場、初優勝は同年12月6日の小倉競輪場で挙げた。
2024年2月20日からの四日市FIで初日のレースを終えた後、急な頭痛で2日目以降を途中欠場。病院で脳脊髄液減少症と診断され、長期欠場する。その後、症状が落ち着いたこともあり6月4日からの武雄FII（ミッドナイト）で復帰。